# Calathus (coléoptère)
Pour l’article homonyme, voir Calathus.
Genre
Calathus est un genre de coléoptères carabiques originaires de la zone paléarctique (qui comprend l'Europe).

## Classification
Le nom valide complet (avec auteur) de ce taxon est Calathus Bonelli, 1810.
Calathus a pour synonymes :
- Amphigynus Haliday, 1841
- Bedelinus Ragusa, 1885
- Bedelius Ganglbauer, 1892
- Bedelius Jacobson, 1892
- Calathrus Bonelli, 1810
- Fuscocalathus Negre, 1969
- Iberocalathus Toribio, 2006
- Lauricalathus Machado, 1992
- Lindrothius Kurnakov, 1961
- Neocalathus Ball & Nègre, 1972
- Omodactylus Gautier, 1869
- Procalathus Jedlicka, 1954
- Tachalus Ball & Nègre, 1972
- Trichocalathus Bolívar y Pieltain, 1940